# Guvtjávrre
Guvtjávrre, enligt tidigare ortografi Kutjaure, är en sjö i Jokkmokks kommun i Lappland och ingår i Luleälvens huvudavrinningsområde. Sjön har en area på 7,62 kvadratkilometer och ligger 531 meter över havet. Sjön avvattnas av vattendraget Vuojatädno (Stora Luleälven). Tillflöden är Vuojatädno och Sieberjåhkå.
Förledet Guvt kommer antagligen från ordet guvttja som betyder 'öring' på lulesamiska. Sjöns södra strand utgör gräns mot Padjelanta nationalpark.

## Delavrinningsområde
Guvtjávrre ingår i det delavrinningsområde (749995-155632) som SMHI kallar för Utloppet av Kutjaure. Medelhöjden är 682 meter över havet och ytan är 35,54 kvadratkilometer. Räknas de 134 avrinningsområdena uppströms in blir den ackumulerade arean 2 518,86 kvadratkilometer. Vuojatädno som avvattnar avrinningsområdet har biflödesordning 2, vilket innebär att vattnet flödar genom totalt 2 vattendrag (Stora Luleälven, Luleälven) innan det mynnar i havet. Avrinningsområdet består mestadels av skog (14 procent) och kalfjäll (61 procent). Avrinningsområdet har 8,34 kvadratkilometer vattenytor vilket ger det en sjöprocent på 23,5 procent.

## Galleri

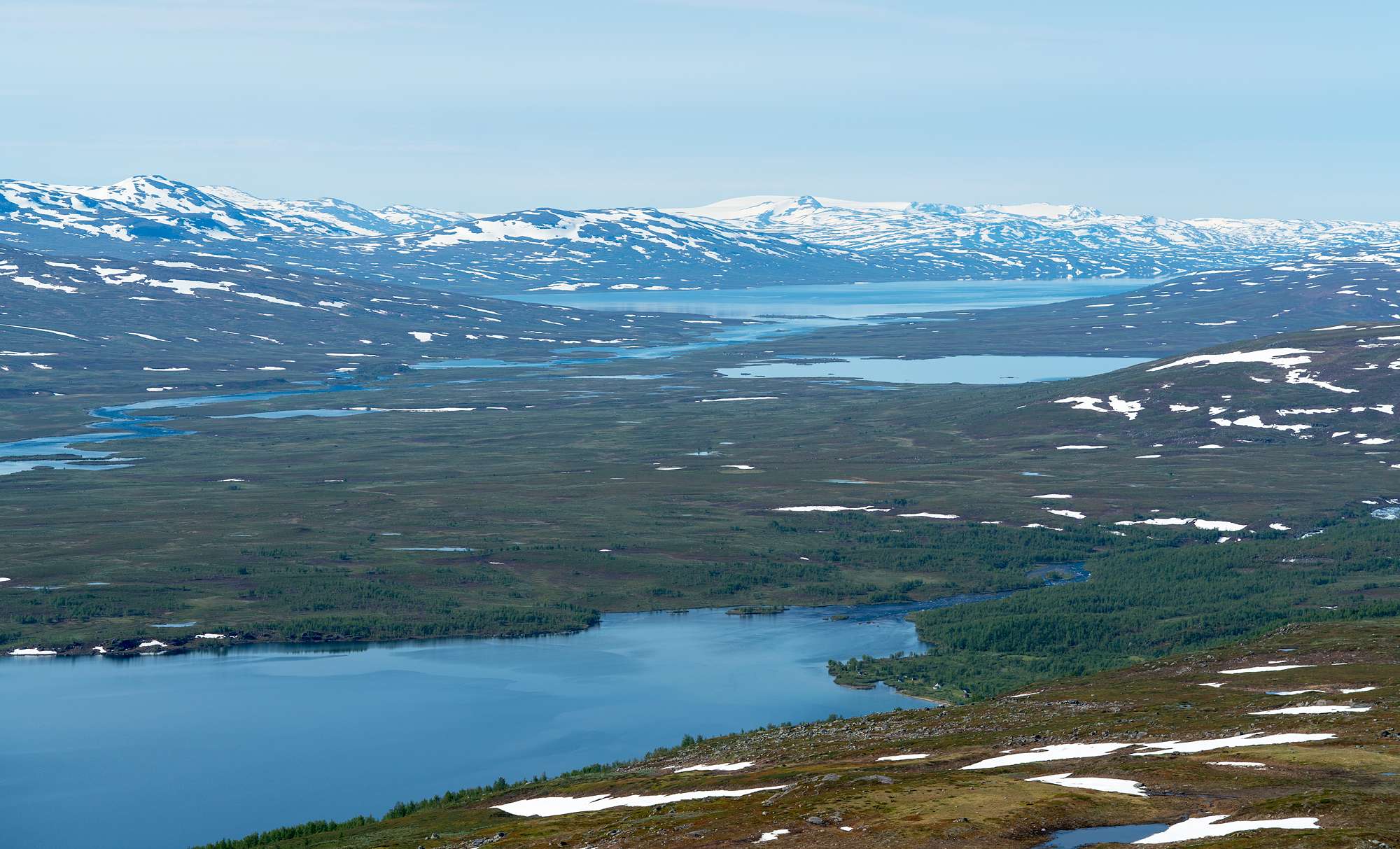
Vy mot västra Guvtjávrre från Muvrratjåhkkå. Längre bort delar av Sáluhávrre och Vásstenjávrre. Till vänster rinner Vuojatädno.
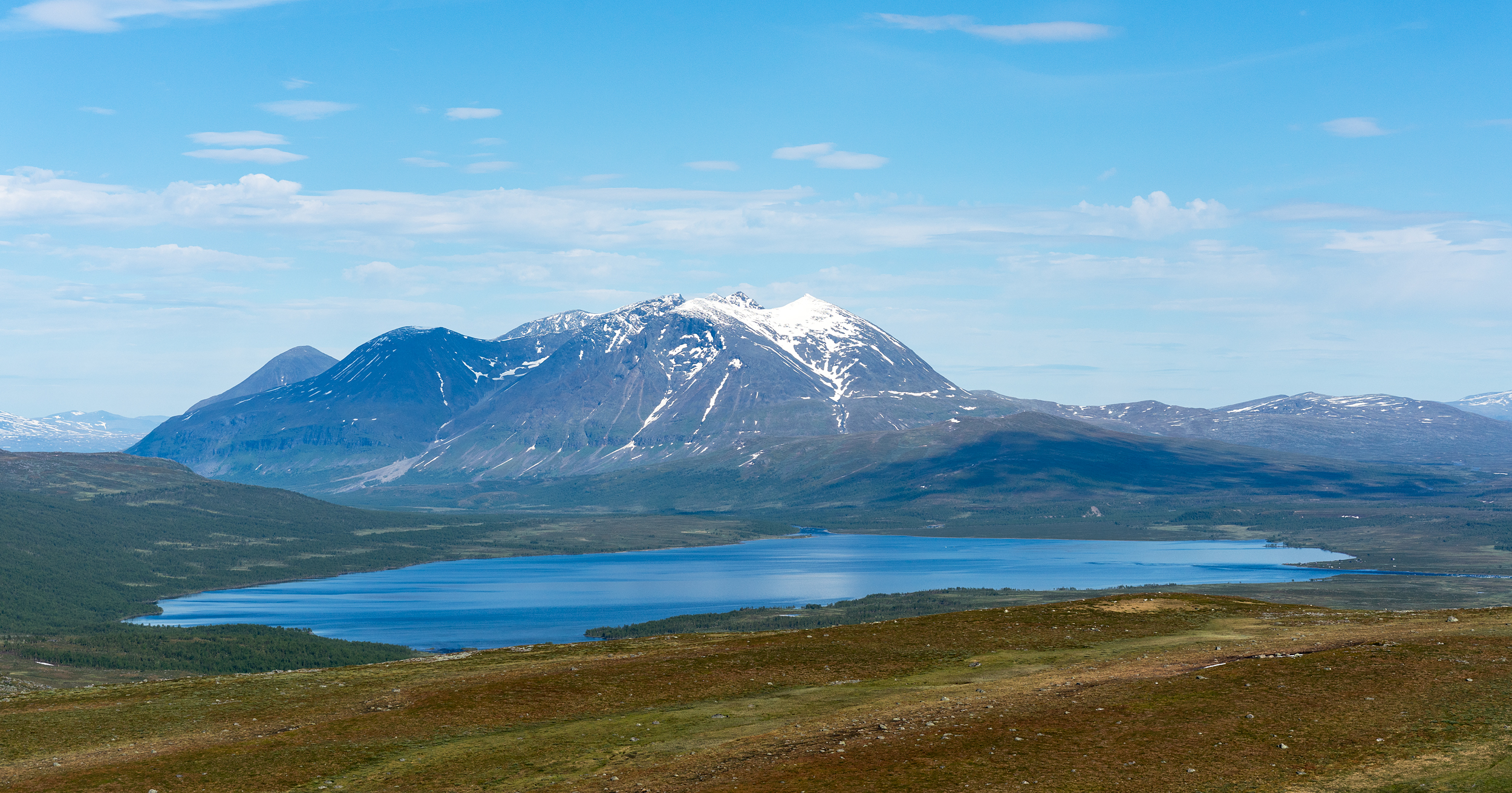
Guvtjávrre och Áhkká, vy mot öster.